# Слабкий ізоспін
Слабкий ізоспін в теоретичній фізиці відповідає ідеї ізоспіна для сильної взаємодії, але застосованої для слабкої взаємодії. Зазвичай позначається T або IW.
Лептони не беруть участь у сильній взаємодії, і тому не мають визначеного ізоспіна. Але так само, як ізоспін створює адронні мультіплети частинок, які неможливо розрізнити при сильній взаємодії, все елементарні ферміони можна згрупувати в мультіплети, які будуть вести себе так само при слабкій взаємодії. Наприклад, при розпаді кварків кварки типу «u» (u, c, t) завжди породжують кварки типу «d» (d, s, b) і навпаки. З іншого боку, кварк при розпаді ніколи не перетворюється в кварк того ж типу. Щось схоже відбувається і з лептонами, яких можна поділити на дві групи: заряджені лептони і нейтрино.
Отже, фундаментальні ферміони групуються в пари частинок, які однаково поводяться при слабкій взаємодії і відрізняються від інших пар своїми масами (тобто належать різним поколінням матерії). Це означає, що всі фундаментальні ферміони (і насправді, все ферміони) мають слабкий ізоспін T = 1/2.
Як і у випадку ізоспіна, члени однієї пари відрізняються один від одного третьої компонентою слабкого ізоспіна (Tz). Ферміони типу «u» (u, c, t кварки і нейтрино) мають Tz = +1/2, а ферміони типу «d» (d, s, b кварки і заряджені лептони) мають Tz = −1/2.
Також існує закон збереження слабкого ізоспіна: при будь-якій слабкій взаємодії слабкий ізоспін зберігається.